# 威爾波斯
威爾波斯（John Joseph Wilpers, Jr，1920年—2013年2月28日），第二次世界大戰期間擔任美陸軍情報官中尉。
日本向盟軍投降後，1945年9月11日麥克阿瑟命威爾波斯逮捕東條英機。威爾波斯於東京附近的住所找到正好舉起柯爾特32口徑手槍射擊胸膛欲自殺的東條英機，東條英機還未死亡。威爾波斯舉槍命令在東條英機旁的日本醫生救治東條英機，醫生不為所動。因此威爾波斯只好將他送往美軍醫院，東條英機在美軍醫院康復後，被關入監牢中，最後在1948年11月12日被遠東國際軍事法庭以甲級罪犯判處死刑，1948年12月23日執行絞刑死亡。
威爾波斯於2013年2月28日於華府近郊病逝，享年93歲。